# Museu das Minas e do Metal
O MM Gerdau - Museu das Minas e do Metal, é um museu brasileiro localizado na cidade de Belo Horizonte, Minas Gerais. O museu faz parte do Circuito Cultural Praça da Liberdade, tendo sido inaugurado em 22 de março de 2010 com projeto arquitetônico de Paulo Mendes da Rocha e museográfico de Marcello Dantas.
Está ambientado em dois segmentos: o Museu das Minas, no primeiro andar e segundo pavimento; e o Museu do Metal, no segundo andar e terceiro pavimento. Ao todo, são 18 salas.
Está instalado em um prédio do século XIX tombado pelo IEPHA.
O espaço tem a proposta de relevar a importância cotidiana e econômica dos minérios e suas implicações culturais e sociais.

## Museu das Minas
Este pavimento abriga sete salas: 

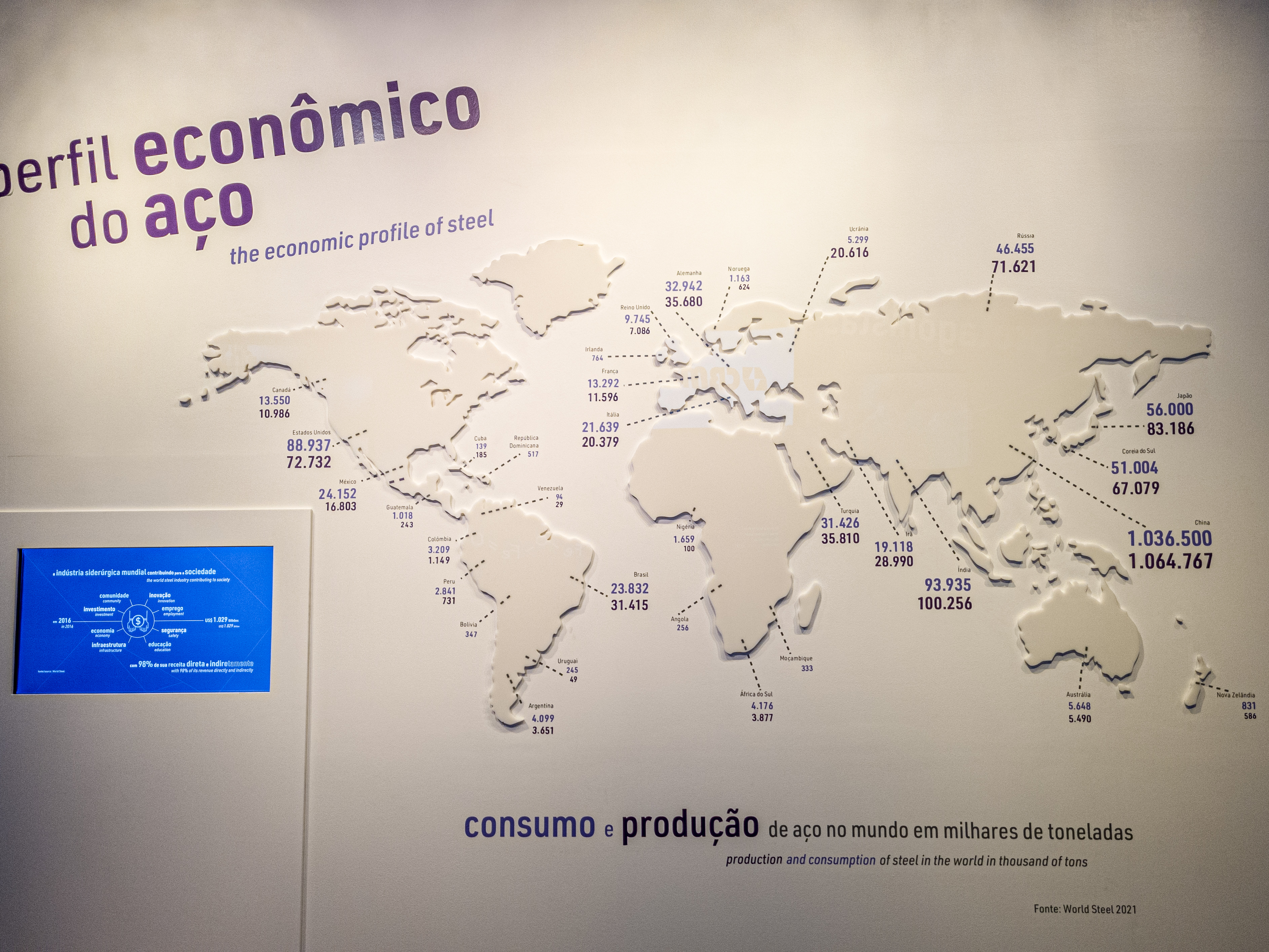
Perfil econômico do aço pelo mundo, como exposto no museu

- Chão das Estrelas, que é composto pela coleção Djalma Guimarães, lunetas e telescópios;

- Mapa das Minas, onde o visitante localiza as jazidas por meio de um mapa interativo indica a localização de jazidas.

- Na Sala das Minas, conta-se parte da história da extração mineral em Minas, do ciclo do ouro à indústria de microprocessadores - ferro, ouro, diamante, nióbio, zinco, pedras coradas, manganês, grafita, alumínio, calcário e água;

- Inventário Mineral formado pelo acervo físico do Museu Professor Djalma Guimarães, cuja coleção é apresentada em gavetas interativas;

- Sala Miragem, onde são usados recursos de efeito holográfico para demonstração do acervo;

- Sala Meio Ambiente, mostra o ciclo de vida de uma mina e o consumo de minerais e recursos naturais;

- Djalma Guimarães, com a identificação da relevância biográfica do geólogo

## Museu do Metal
O pavimento está dividido nos eixos temáticos e salas:
- Tabela periódica, com a demonstração de tubos metálicos que torna tangíveis os elementos químicos;

- Sala Ligas e Compostos, mostra a combinação de metais e a formação de ligas;

- Janelas para o mundo, o uso dos metais em diferentes épocas;

- Língua afiada, que mostra as qualidades do metal, como maleabilidade e brilho;

- As Estações interativas mostram as propriedades e processos produtivos dos metais;

- Mesa dos Átomos, com um jogo que permite manusear elementos da tabela periódica;

- Vil Metal, que possibilita a comparação do valor tangível dos metais com produtos;

- Logística, o transporte da extração até as siderúgicas;

- Adorno do Corpo, onde o visitante faz o uso virtual de joias;

- Vale Quanto Pesa, onde é feita uma estimativa da presença de minerais em cada visitante;